# Rudin (Turgenew)

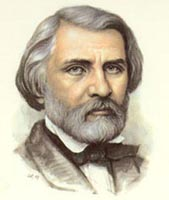
Iwan Turgenew im Jahr 1859

Rudin (kyrillisch Рудин) ist der erste Roman des russischen Schriftstellers Iwan Turgenew, der 1855 vollendet und 1856 im Sankt Petersburger Literaturmagazin Sowremennik veröffentlicht wurde. Turgenew nahm für die Buchausgaben jedoch noch einige Änderungen vor. Die Übertragung ins Deutsche brachte der Verlag E. Behre 1870 im Band 3 der zwölfbändigen Ausgabe von Turgenjew’s Ausgewählten Werken als eine von drei Novellen im lettischen Mitau, der damaligen Hauptstadt von Kurland heraus.

## Form und Charaktere
Die Handlung wird im Roman teilweise zur Nebensache. Es wird viel philosophiert, Geschehnisse werden zumeist lediglich berichtet.
Der fast allwissende Erzähler generalisiert: „Der ist nicht auf den Kopf gefallen, dachte ein jeder“ und lässt auch Nebenfiguren denken – zum Beispiel Pandalewski.

### Protagonisten
Sämtliche Protagonisten stehen durch mindestens eine Relation miteinander in Beziehung. Zum Beispiel sind die Titelfigur, der kluge, scharfsinnige Dmitri Nikolajewitsch Rudin und der Gutsbesitzer Michailo Michailytsch Leshnjow als ehemalige Kommilitonen befreundet. Leshnjow nennt sich einen Phlegmatiker. Rudin sieht sich dagegen als Enthusiast, der auf fremde Kosten lebe und in Elend sterben werde.
Eine unglückliche Liebe verbindet den 35-jährigen Rudin mit der 17-jährigen Natalja Alexejewna. Diese Beziehung steht im Mittelpunkt der Handlung. Natalja, die Tochter der vornehmen und reichen Darja Michailowna Lassunskaja, heiratet später den Gutsverwalter Stabsrittmeister a. D. Sergej Pawlytsch Wolynzew. Wolynzews Schwester Alexandra Pawlowna Lipina, eine kinderlose reiche Witwe, heiratet Leshnjow. Auch Wolynzew und Leshnjow sind befreundet.

### Nebenfiguren
Jede Nebenfigur erfüllt im Romangefüge mindestens eine ganz bestimmte Funktion.
Der erbitterte Weiberfeind Afrikan Semjonytsch Pigassow nennt Rudin in galliger Rede einen Speichellecker und Klugredner. Mit dem verleumderischen Anwurf fordert er Leshnjow zu einer Lobrede auf Rudin heraus. Pigassow, als ehemals bestechlicher Beamter verschrien, ist der Bösewicht im Roman.
Der 22-jährige Bassistow ist der Lehrer der beiden minderjährigen Söhne Darja Lassunskajas. Bassistow ist als der gute Kerl im Roman ein Bewunderer des Philosophen Rudin.
Leshnjow erzählt Alexandra Lipina über Pokorski. Das ist sein und Rudins bereits verstorbener gemeinsamer Studienfreund. Die Bude des verarmten Studenten Pokorski war zu seinen Lebzeiten für Leshnjow, Rudin und andere russische Studenten im Ausland Anlaufpunkt und zweite Heimat.
Der liebenswürdige, gefällige, gefühlvolle, rührselige, ja insgeheim sinnliche Pandalewski wird von reichen verwitweten Gutsbesitzerinnen mittleren Alters gern als Kostgänger und Pflegesohn beherbergt. Pandalewski ist Darja Lassunskajas Spion. Er belauscht das Liebespaar Natalja Alexejewna und Rudin. Der Widerling Pandalewski trägt die Liebesschwüre brühwarm Nataljas Mutter zu.

## Inhalt
Als Rudin, „ein armer Mann ohne Rang“, auf dem Lande im Hause der Gutsbesitzerin Darja Lassunskaja erscheint, werden seine klugen Reden von manchem Mitglied des versammelten russischen Landadels mit offenem Munde verfolgt. Geradezu verzückt wird der Ankömmling, der in Heidelberg und Berlin studiert hat, als wortgewandter Philosoph gefeiert. Die Hausherrin beklatscht Rudins Sieg im Wortgefecht über den verkrachten Beamten Pigassow. Leshnjow erzählt Darja Lassunskaja aus Rudins Leben. Rudins Vater, ein armer Gutsbesitzer, war früh verstorben. Rudins Mutter darbte fortan und starb vereinsamt. Leshnjow hat in dem Gespräch keine hohe Meinung von dem alten Studienfreund. Gegenüber Alexandra Lipina schildert er Rudin als einen Menschen kalt wie Eis, der den Feurigen spiele.
Nach zwei Monaten Anwesenheit auf Darja Lassunskajas Gut leiht sich Rudin von der Hausherrin und von Wolynzew Geld. Er schreibt an einer „Abhandlung über das Tragische im Leben und in der Kunst“.
Rational, wie sich Rudin gern gibt, wünscht er der jungen Natalja Alexejewna unter vier Augen Glück mit Wolynzew. Wenig später gestehen sich jedoch Rudin und Natalja ihre Liebe. Wolynzew, der Natalja heiraten möchte, ist erbost, als Rudin bei ihm vorspricht und aus seiner Liebe kein Hehl macht. Wolynzew will den Klugschwätzer Rudin zum Duell auffordern. Wolynzews Freund Leshnjow mahnt, einen Philosophen töte man nicht.
Darja Lassunskaja ist heilfroh, als Rudin nachgibt und sich fügt, weil er relativ arm ist. Er verlässt von sich aus ihr Anwesen. Anders Natalja: Das Mädchen ist von Rudins  Verzicht – aus ihrer Sicht kleinmütig – tief enttäuscht.

Rudin, gebeugt, setzt traurig-ergeben sein Umherirren durch Russland fort; wird zwischen Pensa und Tambow gesehen. Jahre später trifft er zufällig Leshnjow. Rudin berichtet dem Freunde von drei seiner letzten Experimente. So wollte er erstens zusammen mit einem reichen Sonderling einen sandigen Landstrich im Gouvernement Smolensk kultivieren.

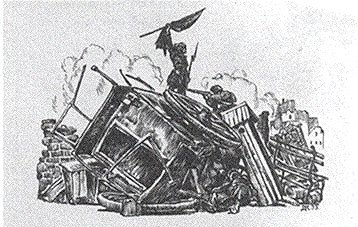
Dmitri Kardowski: Paris, 26. Juni 1848: Rudin auf der Barrikade

 Das Projekt scheiterte, denn dem wissenschaftlichen Herangehen, gestützt auf Buchwissen, folgten keine Taten. Rudin verließ den begüterten Arbeitgeber. Als Nächstes wollte Rudin mit einem gewissen Kurbejew einen Fluss im Gouvernement K. schiffbar machen. Auch dieses Projekt ließ sich nicht verwirklichen. Die Mühlenbesitzer waren gegen die Baupläne, und Kurbejew sei noch ärmer als Rudin gewesen. Drittens habe sich Rudin als Lehrer an einem Gymnasium versucht, sei aber über die Fallstricke intriganter Kollegen gestolpert. Leshnjow bietet dem Freunde für den Rest seines Lebens Obdach auf seinem Landgut an. Rudin lehnt ab, denn er verdiene das nicht, habe sein Leben verpfuscht, habe stets in die falsche Richtung gedacht. Leshnjow widerspricht: „Schweig still! … Ein jeder bleibt das, wozu die Natur ihn gemacht hat … vielleicht ist das gerade deine Aufgabe, ewig zu wandern.“
Der unruhige Rudin, „als Windwirbel geboren“, findet auf seinem Landgut „mit zweieinhalb Leibeigenen“ keine Ruhe. Er beteiligt sich in Paris während des Juniaufstandes an der Seite Pariser Arbeiter aus den Nationalwerkstätten im Kampf gegen die Soldaten General Cavaignacs und fällt am 26. Juni 1848.

## Verfilmung
- 1977: Rudin[6], Mosfilm von Konstantin Woinow[7] mit Oleg Jefremow in der Titelrolle, Armen Dschigarchanjan als sein Freund Michailo Leshnjow und Swetlana Pereladowa[8] als Natalja Alexejewna.[9]

## Rezeption
- 1856: Zeitgenössische russische Leser wollen sowohl Bakunin als auch Granowski als Vorbild für die Figur des Rudin gesehen haben. Nach Herzen sei Rudin ein zweiter Turgenew, dem die philosophischen Parolen Bakunins zu Kopf gestiegen wären.
- 1969: Dornacher[10]: Während der Regentschaft Nikolaus I. scheitert der lebensfremde adlige Intelligenzler Rudin mit allen seinen Vorhaben, weil er phrasenhaft redet, Pläne schmiedet, aber nicht wirksam handelt.

## Ausgaben
- Rudin – Zwei Romane. Aus dem Russischen übersetzt von Herbert Wotte, Aufbau-Verlag, Berlin, 1955[11]